# Cyrtopogon rufotarsus
Cyrtopogon rufotarsus is een vliegensoort uit de familie van de roofvliegen (Asilidae). De wetenschappelijke naam van de soort is voor het eerst geldig gepubliceerd in 1909 door Back.